# Pojezierze Żnińsko-Mogileńskie
Pojezierze Żnińsko-Mogileńskie (315.58) – region geograficzny o krajobrazie pojeziernym położony w centralnej Polsce, między Koninem a Szubinem, we wschodniej części Pojezierza Wielkopolskiego. Przeważają tutaj obszary użytkowane rolniczo, lasów jest mało, a w okolicy Konina funkcjonuje przemysł górniczo-energetyczny. Występują jeziora rynnowe, z których największym jest Gopło (21,5 km²). Pojezierze Żnińsko-Mogileńskie stanowi mezoregion z indeksem 315.58 w wieloautorskiej regionalizacji fizycznogeograficznej Polski z 2018 roku.

## Położenie geograficzne i administracyjne
Na zachodzie Pojezierze Żnińsko-Mogileńskie sąsiaduje z Pojezierzem Chodzieskim, Pojezierzem Gnieźnieńskim i Równiną Wrzesińską, na wschodzie przylega do Pojezierza Kujawskiego i Równiny Inowrocławskiej. Od północy region ograniczają Dolina Środkowej Noteci i Kotlina Toruńska, a od południa Dolina Konińska i Kotlina Kolska.
Region przedstawia terytorium o wydłużonym kształcie i powierzchni 2428 km², rozciągając się na dystansie ok. 100 km od Konina na południu (woj. wielkopolskie), po okolice Szubina na północy (woj. kujawsko-pomorskie). Największe miasta regionu to: Konin, Żnin, Mogilno, Szubin, Kruszwica, Janikowo, Barcin oraz Kleczew.

## Środowisko przyrodnicze
Ukształtowanie terenu i struktura podłoża są zróżnicowane. Najczęściej występują faliste i płaskie wysoczyzny morenowe utworzone z glin zwałowych, z rzadka pojawiają się równiny sandrowe zbudowane na piaskach i żwirach. Charakterystycznym elementem rzeźby są rynny polodowcowe zajęte przez jeziora oraz wzniesienia moren czołowych, a lokalnie także pagórki kemowe. Deniwelacje miejscami osiągają 150 m.
Wśród gleb utwory płowe i brunatne przeważają nad rdzawymi i bielicowymi, co sprzyja prowadzeniu upraw rolnych. Lesistość jest niewielka. Region odwadniany jest przez Noteć i jej dopływy, z których głównym jest Gąsawka. Dolina Noteci stanowi zarazem wschodnią granicę regionu. Poza Gopłem, ważniejsze jeziora to: Pakoskie, Żnińskie Duże, Wiecanowskie, Ostrowskie, Gosławskie.
Gopło jest ostoją wielu gatunków ptaków i podlega ochronie w formie parku krajobrazowego jako Nadgoplański Park Tysiąclecia. Na terytorium regionu zachodzi także zasięg Powidzkiego Parku Krajobrazowego, utworzono tu też kilka rezerwatów przyrody (m.in. Ostrowo, Mierucinek, Źródła Gąsawki). Południowa część regionu znajduje się w obrębie Konińskiego Zagłębia Węglowego, które negatywnie oddziałuje na środowisko.

## Różnice w podziałach geograficznych
W regionalizacji fizycznogeograficznej Polski według Jerzego Kondrackiego, omawiany region nie został wyodrębniony jako mezoregion i wchodził w skład Pojezierza Gnieźnieńskiego jako jego wschodnia część. Wieloautorska regionalizacja z 2018 roku podzieliła tak szeroko określane Pojezierze Gnieźnieńskie na dwa osobne mezoregiony – Pojezierze Żnińsko-Mogileńskie usytuowane w dorzeczu Noteci, będące skupiskiem bardziej rozwiniętych rynien polodowcowych z większymi powierzchniowo jeziorami, oraz Pojezierze Gnieźnieńskie w zawężonych granicach, ograniczone do zlewni Wełny, z mniejszymi jeziorami.